# Басарбовский монастырь
Басарбовский монастырь (болг. Басарбовски манастир) — действующий православный монастырь в Болгарии. Расположен в долине реки Русенски Лом, примерно в 10 км от города Русе. Помещения монастыря находятся в скальной породе. 
Создание монастыря относится к периоду правления царя Иоанна-Александра. Басарбовский монастырь впервые упоминается в турецких налоговых регистрах 1431 года. В XVII веке в монастыре всю свою жизнь прожил святой Димитрий Басарбовский, мощи которого во второй половине XVIII века, в конце Русско-турецкой войны (1768—1774) были перенесены генералом И. П. Салтыковым из монастыря в Бухарест. Несмотря на это, вторым названием Басарбовского монастыря является Манастир св. Димитрий Басарбовски.
В 2005 году по просьбе Болгарского патриарха Максима икона с частицей мощей святого Димитрия была преподнесена Румынским патриархом Феоктистом в дар Басарбовскому монастырю.
Храмовый праздник монастыря — 26 октября, день памяти святого Димитрия.